# 御博
御博（おんぱく・御坊日高博覧会）は、御坊市と日高郡の一市六町における約30のプログラムを通じて地域の魅力を再発見する、地域振興を目的とした体験交流型のイベント。2015年に初開催され、2016年7～9月に第2回が開催。。